# 113461 McCay
113461 McCay è un asteroide della fascia principale. Scoperto nel 2002, presenta un'orbita caratterizzata da un semiasse maggiore pari a 2,2803268 au e da un'eccentricità di 0,1404435, inclinata di 6,93030° rispetto all'eclittica.